# روهان ريكيتس
روهان ريكيتس (بالإنجليزية: Rohan Ricketts) (22 ديسمبر 1982 في المملكة المتحدة - ) هو لاعب كرة قدم بريطاني في مركز جناح. شارك مع منتخب إنجلترا تحت 18 سنة لكرة القدم ومنتخب إنجلترا تحت 20 سنة لكرة القدم. أما مع النوادي، فقد لعب مع توتنهام هوتسبير وكوفنتري سيتي وكوينز بارك رينجرز ونادي أرسنال ونادي بارنسلي ونادي تورونتو ونادي داسيا كيشيناو ونادي ديمبو ونادي ديوسجوري ونادي شامروك روفرز ووولفرهامبتون واندررز وPTT Rayong F.C. ‏ ونادي إيسترن سبورتس وSV Wilhelmshaven ‏ وAbahani Limited Dhaka ‏ وديبورتيفو كيفيدو ونادي إكزتر سيتي.

## وصلات خارجية
- روهان ريكيتس على موقع الدوري الأمريكي (الإنجليزية)
- روهان ريكيتس على موقع قاعدة بيانات كرة القدم.إي يو (الإنجليزية)
- روهان ريكيتس على موقع Soccerbase.com (لاعب) (الإنجليزية)
- روهان ريكيتس على موقع Soccerway.com (الإنجليزية)
- روهان ريكيتس على موقع عالم كرة القدم.نت (الإنجليزية)